# Liese Prokop
Liesel "Liese" Prokop-Sykora, ogift Sykora, född 27 mars 1941 i Tulln an der Donau i Niederösterreich, död 31 december 2006 i Sankt Pölten i Niederösterreich, var en österrikisk friidrottare (modern femkamp) och politiker (ÖVP). Hon var gift från 1965 till hennes död med handbollstränaren Gunnar Prokop.
Prokop blev OS-silvermedaljör i femkamp vid sommarspelen 1968 i Mexico City.
Hon var Österrikes inrikesminister 2004–2006.